# Eleocharis wadoodii
Eleocharis wadoodii är en halvgräsart som beskrevs av S.R.Yadav, Lekhak och Chandore. Eleocharis wadoodii ingår i släktet småsäv, och familjen halvgräs. Inga underarter finns listade i Catalogue of Life.